# Arctosa serrulata
Arctosa serrulata este o specie de păianjeni din genul Arctosa, familia Lycosidae, descrisă de Mao și Song, 1985. Conform Catalogue of Life specia Arctosa serrulata nu are subspecii cunoscute.